# J. G. Hertzler
John Garman Hertzler Jr. (nascut el 18 de març de 1950) és un actor, autor, guionista i activista estatunidenc conegut sobretot pel seu paper a Star Trek: Deep Space Nine com el General klingon (més tard Canceller) Martok, a qui va interpretar des del 1995 fins al final de la sèrie el 1999.
Hertzler va començar la seva carrera d'actor a la dècada del 1970, fent principalment d'actor teatral i apareixent en algunes pel·lícules. Va ser estrella convidada en alguns episodis de diferents programes de televisió abans d'aconseguir el paper d'alcalde Ignacio De Soto a la sèrie de principis dels anys noranta Zorro. A més de Deep Space Nine, Hertzler ha aparegut en diverses altres sèries de Star Trek, ha escrit dues novel·les de Star Trek i ha fet aparicions a convencions de Star Trek i de ciència-ficció. Hertzler viu a la regió de Finger Lakes de Nova York, on va ser professor al departament de teatre de la Universitat Cornell, i ha estat actiu en la política regional de la zona, a més d'escriure un guió.

## Primers anys de vida i educació
Hertzler va néixer a Savannah (Geòrgia). Els seus pares eren de Port Royal (Pennsilvània), i la seva família és descendent de famílies amish de parla alemanya. El seu pare, John G. Hertzler, va servir a les Forces Aèries dels Estats Units,i la seva mare Eleanor Frances Beaver Hertzler era professora de llatí i francès. La seva família vivia en ciutats d'arreu del món, com ara: St. Joseph (Missouri); El Paso, Texas; i Casablanca al Marroc. Va créixer principalment a la zona de Washington, D.C., i va assistir a la Universitat de Bucknell, jugant al seu equip de futbol americà. Mentre era allà, es va dedicar a la interpretació quan el departament de teatre el va reclutar per a una producció de Marat/Sade, ja que buscaven un personatge important per a un dels papers. Després de graduar-se en ciències polítiques el 1972, va obtenir el seu màster en disseny d'escenografia a la Universitat de Maryland, i va estudiar dret durant un any a la Universitat Americana. Mentre era a la zona de Washington DC, va treballar al govern federal, fins i tot amb l'Administració Nixon per a la Llei Nacional de Política Ambiental, i va acceptar diverses feines per practicar el teatre, com ara cambrer en un teatre amb sopar, cambrer de bar i conduir un taxi.

## Carrera
Hertzler va treballar a la zona de Washington en projectes teatrals. A la pantalla, va interpretar Lucas a la pel·lícula de terror The Redeemer: Son of Satan (també coneguda com a Class Reunion Massacre), que es va estrenar el 1978. Hertzler també va tenir un paper al llargmetratge Justícia per a tothom protagonitzat per Al Pacino, estrenat el 1979. També va treballar a la ciutat de Nova York a la producció de Broadway Les bacants com el rei Penteu. El 1981, es va traslladar a San Francisco per unir-se a l'American Conservatory Theater (ACT) on va actuar i dirigir diverses produccions, incloent-hi The Admirable Crichton, Ricard II, Crim perfecte, i diverses produccions de Shakespeare. Va ser instructor a l'ACT,i també havia treballat amb altres produccions teatrals com ara Medea amb el Cincinnati Playhouse. Es va traslladar al sud de Califòrnia el 1988 i hi va continuar treballant al teatre.
El seu primer paper destacat com a convidat a la televisió va ser el 1990 a l’episodi "The Sea Bride – June 3, 1954" de la sèrie El salt (Quantum Leap). El seu primer paper important a la televisió va ser a la sèrie dels anys 90 Zorro com a l'alcalde Ignacio De Soto, el personatge antagonista que substitueix Ramone com a alcalde de Los Angeles a la tercera i quarta temporades. La sèrie es va rodar en un estudi als afores de Madrid, Espanya, i es va emetre a The Family Channel. També va participar en un telefilm anomenat Treasure Island: The Adventure Begins on va interpretar un pirata anomenat Black Dog. Treasure Island es va emetre per acompanyar una promoció del Treasure Island Resort & Casino a Las Vegas.

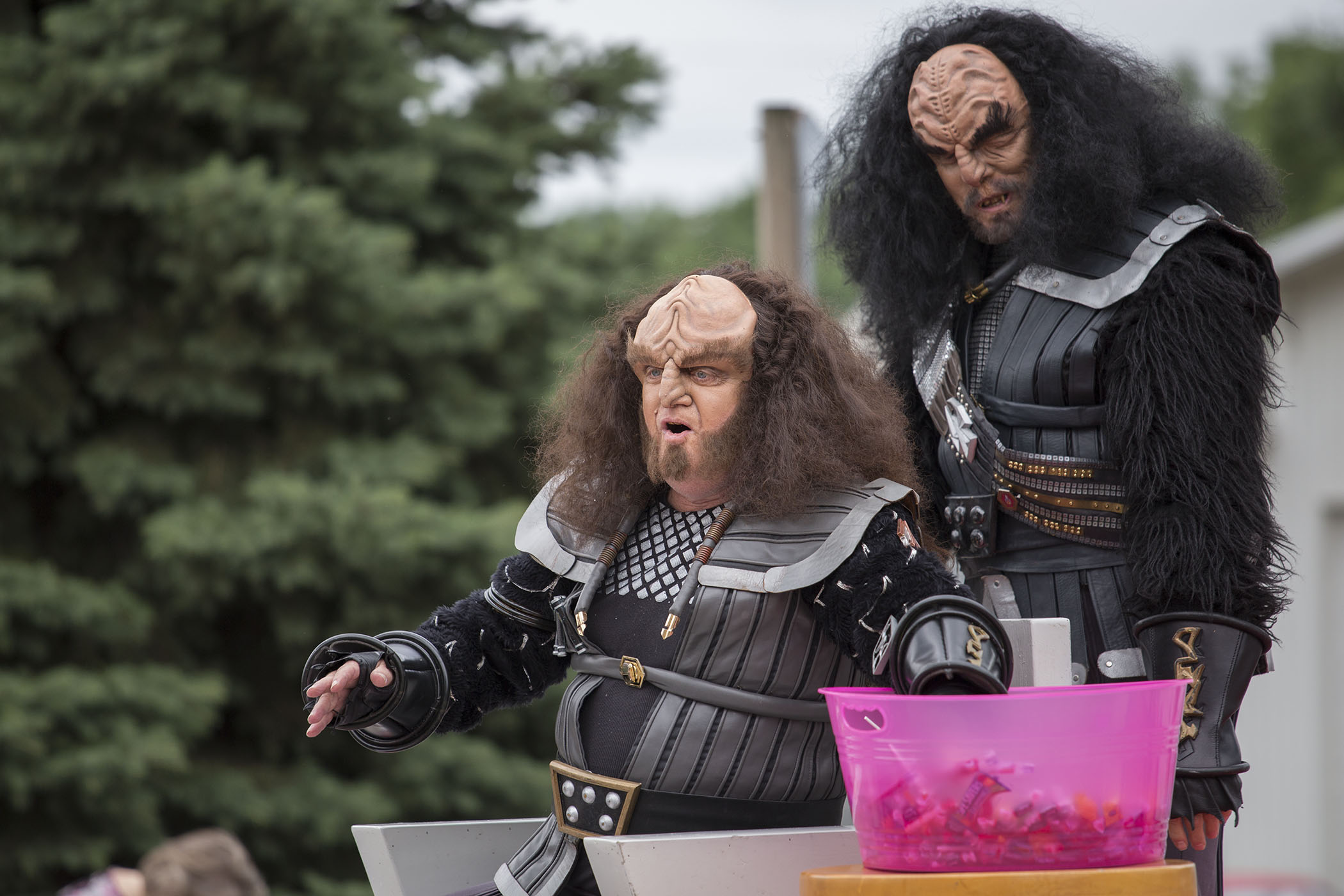
Hertzler (de peu) com a Martok, amb Robert O'Reilly com a Gowron, a la Riverside Trek Fest de 2014

La primera participació de Hertzler a Star Trek: Deep Space Nine va ser a l’episodi pilot de la sèrie "Emissary" com el capità vulcanià de la nau estal·lar de la Federació Saratoga. En una entrevista amb Startrek.com, Hertzler va dir que havia treballat amb Patrick Stewart al solar dels Paramount Studios on Stewart dirigia alguns tallers de Shakespeare. Més tard va fer una audició per a DS9 diverses vegades, però no va rebre cap paper. Era als estudis Paramount fent una audició per a una altra sèrie quan el director de càsting de DS9, Ron Surma, el va fer llegir per al general klíngon Martok. Al principi, Hertzler va interpretar Martok com un klíngon afable, però quan li van demanar que el fes enfadar més, va agafar una cadira i la va llançar contra una paret. La pota de la cadira es va enganxar breument i va dir que també s'havia esquinçat accidentalment l'ungla del polze fent que sagnés, però va impressionar els auditors i va aconseguir el paper.
Martok va debutar a l'estrena de la temporada 4 "The Way of the Warrior" seguit de l'estrena de la temporada 5 "Apocalypse Rising". El seu personatge era originalment un impostor canviant del Domini (canviant de forma). Hertzler va dir que els guionistes van triar Martok per ser el canviant, perquè pensaven que fer que el canceller klíngon Gowron fos un impostor era "massa fàcil o previsible". Després que el canviant Martok fos assassinat a l'episodi "Apocalypse Rising", els guionistes van incorporar el veritable Martok com a personatge recurrent a partir de la temporada 5, durant la qual va interpretar un klíngon d'un sol ull. Interpretaria Martok durant tres temporades, inclosa la final, quan ja havia substituït Gowron com a líder de l'Imperi Kíngon. Hertzler descriu el paper com el somni d'un actor per la seva fisicitat i abast. El personatge ha participat en molts aspectes de "Deep Space Nine", incloent-hi la interacció freqüent amb Worf.
Hertzler va interpretar altres personatges a DS9, inclòs un canviat anomenat Laas, a l'episodi "Chimera", que interactua amb el personatge principal Odo. . En una entrevista amb Little Review, Hertzler va dir que li preocupava ser reconegut com a Martok malgrat el maquillatge i el canvi de personatge, però que va anar bé. Acreditat com a Garman Hertzler per a l'episodi, va dir que va tenir l'oportunitat d'interactuar amb alguns dels personatges principals que Martok no coneixeria, especialment els interpretats per Nana Visitor i René Auberjonois. En interpretar Laas, Hertzler va dir que va intentar actuar com William Shatner, però amb un to més agut. Un altre personatge convidat que va interpretar va ser Roy Ritterhouse, un pintor/dibuixant a l'episodi de la sisena temporada "Far Beyond the Stars".
Després del final de DS9, Hertzler va interpretar un hirogen a l'episodi de Star Trek: Voyager "Tsunkatse", que va ser conegut per incloure el lluitador professional Dwayne "The Rock" Johnson. A l'episodi, ell i The Rock són combatents alienígenes reclutats. Hertzler va dir que també va poder lluitar contra l'actriu Jeri Ryan, que va interpretar Set de Nou. A Star Trek: Enterprise, va interpretar un advocat klíngon a l'episodi "Judgment" i un capità klíngon a l'episodi "Borderland". Va fer aparicions a convencions i esdeveniments de Star Trek i de ciència-ficció. El 2015, Hertzler es va unir al repartiment del curtmetratge finançat per fans Star Trek: Axanar com el capità Samuel Travis de la Federació.
Fora del món de Star Trek, Hertzler va aparèixer a la pel·lícula de televisió Pirates of Silicon Valley on va interpretar el director Ridley Scott. Va fer aparicions com a convidat a Six Feet Under, Roswell, Charmed i Highlander: The Series.
El 1995–96, va participar en una gira nacional per a la producció teatral de Crim perfecte, en què va interpretar Max Halliday, un escriptor estatunidenc que es veu involucrat en un triangle amorós.
Hertzler ha participat en la doblatge de videojocs i produccions d'àudio. A part d'alguns títols de Star Trek, va ser la veu del Dr. Grossman a BioShock. Hertzler va narrar l'àudiollibre titulat Barsk: The Elephants' Graveyard, escrit pel lingüista de Star Trek Lawrence Schoen.

### Teatre i ensenyament a Nova York
Durant la temporada 2005-2006, Hertzler va interpretar el paper de Henry Drummond en produccions de Inherit the Wind al Geva Theatre Center i el Schwartz Center for the Performing Arts de la Universitat Cornell.
El 2007, Hertzler es va traslladar a Ulysses (Nova York), i es va convertir en professor associat professional resident (RPTA) al Departament de Teatre, Cinema i Dansa de la Universitat Cornell, on ha dirigit o actuat en diverses produccions durant la temporada 2010. El 2009, Hertzler va dirigir una producció a l'aire lliure d’ El somni d'una nit d'estiu per a la Ithaca Shakespeare Company al F.R. Newman Arboretum. També va interpretar Lord Capulet a la producció de Cornell de Romeu i Julieta, en què van participar estudiants i actors professionals.
Després de Cornell, Hertzler ha continuat fent actuació i ensenyant a la zona de Nova York, incloent-hi l'organització d'un taller sobre actuació de Shakespeare.

### Escriptura
Hertzler va ser coautor amb el novel·lista Jeffrey Lang de dues novel·les de Star Trek, Left Hand of Destiny, Book 1, i Left Hand of Destiny, Book 2. que foren publicades per Simon & Schuster. Les novel·les segueixen les aventures de Martok i Worf després de Deep Space Nine mentre tornen a Q'onoS, centrant-se principalment en la vida de Martok.
Hertzler també ha escrit un guió original, Dancing with Sancho Panza, inspirat en el seu temps a Espanya quan va treballar a Zorro. El juny de 2016, es va anunciar que el guió seria dirigit per Luis Mandoki amb una data d'estrena prevista per al novembre de 2017.

### Activisme

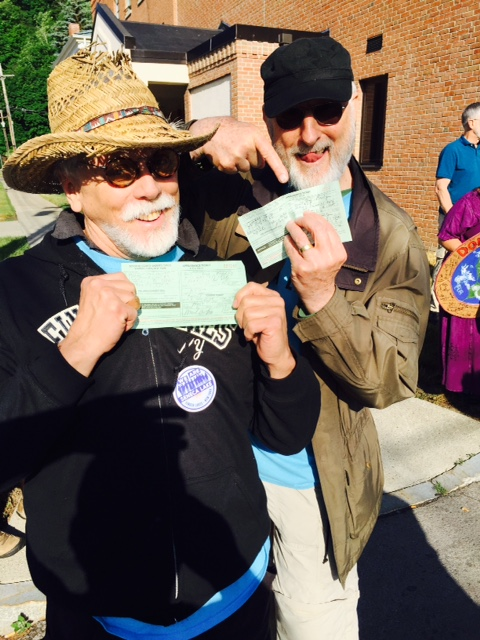
Hertzler i l'actor James Cromwell mostren les seves citacions d'arrest a la protesta de l'estació de Crestwood (juny de 2016)

El 2013, Hertzler es va presentar a les eleccions a l'ajuntament d'Ulysses. La seva participació en política va ser en part deguda al problema de la fracturació hidràulica i a la preocupació que el mètode de perforació de gas natural destruís la regió dels Finger Lakes. També volia que les escoles de la regió rebessin més ajuda estatal. Va ser elegit i va formar part del consell durant un mandat de dos anys. El 2016, va ser elegit membre del consell municipal per un mandat de quatre anys que s'estenia fins al 2020.
A les eleccions de 2016, Hertzler va donar suport al senador Bernie Sanders per a la presidència.
Hertzler i el seu company actor de Star Trek James Cromwell van ser entre les dinou persones arrestades per alteració de l'ordre públic durant una protesta davant d'una estació de compressió Crestwood Midstream a Watkins Glen (Nova York), el 6 de juny de 2016. Van participar en la campanya de desobediència civil "We Are Seneca Lake" contra la Comissió Federal Reguladora de l'Energia que va donar llum verda a l'emmagatzematge subterrani de gas a les cavernes de sal del llac Seneca, malgrat l'oposició pública.
El 8 de juny de 2017, Hertzler va anunciar la seva candidatura com a Representant de la Cambra dels Estats Units pel 23è districte congressional de Nova York a les Eleccions de mig mandat de 2018. Com a part de les seves aparicions a la campanya, tenia previst actuar "en la persona de Mark Twain", per presentar les seves idees "a través del brillant humorista per a totes les edats". Va afirmar que aquest era un homenatge tant a Twain, que va residir una vegada a Elmira, i a l'actor Hal Holbrook, que havia interpretat Twain als escenaris durant més de sis dècades. El 25 de setembre de 2017, Hertzler va anunciar la seva decisió d'abandonar el Partit Demòcrata i presentar-se com a independent. Va avançar a les primàries el juny de 2018, però més tard va retirar la seva candidatura abans del novembre.

## Filmografia

### Televisió
| Any     | Títol                                | Paper                         | Notes | Ref.               |
| ------- | ------------------------------------ | ----------------------------- | --- | ------------------ |
| 1990    | El salt (Quantum Leap)               | Weathers Farrington           | Ep. "Sea Bride – June 3, 1954"                                                                                        | [ 25 ]             |
| 1991–93 | Zorro                                | Alcalde Ignacio de Soto       | | [ 61 ] [ 62 ]      |
| 1992    | Highlander                           | Marcus Korolus                | Ep. "See No Evil" | [ 50 ] [ 63 ]      |
| 1993–99 | Star Trek: Deep Space Nine           | Martok, altres                | També capità vulcanià a "Emissary" com "John Noah Hertzler." Acreditat com a "Garman Hertzler" com a Laas a "Chimera" | [ 5 ] [ 8 ] [ 64 ] |
| 1994    | The Adventures of Brisco County, Jr. | Edward Hayes / Myron Stempler | Ep. "Bounty Hunters Convention"                                                                                       | [ 50 ] [ 63 ]      |
| 1994    | Dr. Quinn, Medicine Woman            | Capità Burgoyne               | Ep. "The Washington Affair: Parts 1 and 2"                                                                            | [ 63 ]             |
| 1996    | Seinfeld                             | Mr. Berger                    | Ep. "The Wait Out" | [ 50 ] [ 65 ]      |
| 1996    | Lois and Clark                       | Trey                          | Eps. "Battleground Earth", "Lord of the Flys"                                                                         | [ 50 ] [ 63 ]      |
| 1999    | Pirates of Silicon Valley            | Ridley Scott                  | Telefilm | [ 34 ]             |
| 2000    | Star Trek: Voyager                   | Caçador Hirogen               | Ep. "Tsunkatse" | [ 5 ]              |
| 2000    | Charmed                              | Membre del consell            | Ep. "Be Careful What You Witch For"                                                                                   | [ 63 ]             |
| 2000    | Roswell                              | Mr. Lafeber                   | Ep. "Ask Not" | [ 50 ] [ 63 ]      |
| 2000    | Touched by an Angel                  |                               | Ep. "The Face on the Barroom Floor"                                                                                   | [ 66 ]             |
| 2002    | Everybody Loves Raymond              | Everett Muncie                | Ep. "Who Am I?" | [ 67 ]             |
| 2003–04 | Star Trek: Enterprise                | Advocat Kolos, capità klíngon | Ep. "Judgment", Ep. "Borderland"                                                                                      |                    |
| 2004–05 | Six Feet Under                       | Amo de la galeria             | | [ 50 ]             |
| 2020–22 | Star Trek: Lower Decks               | Capità Drookmani, Martok      | 3 episodis | [ 68 ] [ 69 ]      |

### Cinema
| Any        | Títol                                 | Paper                  | Notes                                                         | Ref.                 |
| ---------- | ------------------------------------- | ---------------------- | ------------------------------------------------------------- | -------------------- |
| 1978       | The Redeemer: Son of Satan            | Davis                  |                                                               | [ 13 ] [ 14 ]        |
| 1979       | Justícia per a tothom                 | L’altre conductor      |                                                               | [ 8 ] [ 63 ]         |
| 1994       | Treasure Island: The Adventure Begins | Black Dog              | Telefilm promocional per Treasure Island Resort & Casino      | [ 8 ]                |
| 1998       | The Prophecy II                       | Pare William           |                                                               | [ 8 ] [ 63 ]         |
| 2014       | Prelude to Axanar                     | Almirall Samuel Travis | Pel·lícula produïda per fans. Estrena limitada a la Comic-Con | [ 31 ] [ 32 ] [ 33 ] |
| A anunciar | Dancing with Sancho Panza             |                        | Guionista, en preproducció                                    | [ 50 ]               |

### Videojoc
| Any         | Títol                     | Paper                    | Notes                                                               | Ref.          |
| ----------- | ------------------------- | ------------------------ | ------------------------------------------------------------------- | ------------- |
| 1996        | Star Trek: Klingon        | Ler' at                  |                                                                     | [ 64 ]        |
| 2000        | Star Trek: Armada         | Martok                   | Agrupat sota Veu en off                                             | [ 71 ]        |
| 2001        | Star Trek: Armada II      | Canceller Martok         |                                                                     | [ 72 ]        |
| 2003        | Star Trek: Elite Force II | Lurok                    | Agrupat a Veus addicionals                                          | [ 73 ]        |
| 2007        | The Golden Compass        | Diversos personatges     | Agrupats sota Actor                                                 | [ 74 ]        |
| 2007        | BioShock                  | Dr. Grossman             | Agrupat sota actors                                                 | [ 25 ] [ 75 ] |
| 2008        | Dead Space                | Captain Benjamin Mathius |                                                                     | [ 25 ] [ 76 ] |
| 2010        | BioShock 2                | Dr. Grossman             |                                                                     | [ 25 ] [ 76 ] |
| 2017 - 2021 | Star Trek Online          | Martok                   | Múltiples missions, incloent-hi "Brushfire", "Scylla and Charybdis" | [ 77 ]        |